# طواف فلاندرز 2016
طواف فلاندرز 2016 هو سباق دراجات هوائية أقيم بتاريخ 3 أبريل 2016، تكون السباق من مرحلة واحدة وامتدّ لمسافة 255 كم بسرعة 41.283 كم/س، استغرق السباق 6 ساعة 10 دقيقة 37 ثانية. فاز به السلوفاكي بيتر ساجان وحلّ ثانيا السويسري فابيان كانسيليرا.

## الترتيب
| م                     | الدرّاج           | البلد    | الزمن                    |
| --------------------- | ---------------- | -------- | ------------------------ |
| الفائز بالترتيب العام | بيتر ساجان       | سلوفاكيا | 6 ساعة 10 دقيقة 37 ثانية |
| الثاني                | فابيان كانسيليرا | سويسرا   |                          |

## روابط خارجية
- طواف فلاندرز 2016 على موقع إحصائيات الدراجات الإحترافية (الإنجليزية)